# 2009-es Indy Grand Prix of Sonoma
A 2009-es Indy Grand Prix of Sonoma volt a tizennegyedik verseny a 2009-es IndyCar Series szezonban, a versenyt 2009. augusztus 23-án rendezték meg a 2,303 mérföldes (3,706 km) Infineon Raceway-en Sonoma-ban, California-ban. A verseny távját 75 körre rövidítették le az eddigi 80-ról. Will Power és Nelson Philippe az egyik szombati szabadedzésen történt ütközésük miatt mindketten kórházba kerültek ezért nem indulhattak a versenyen. Philippe megpördült a 3A kanyarban kigyorsítás közben és a pályán állt meg az autója amibe először E.J. Viso majd Power is beleszaladt. Power-nek két ágyékcsigolyája törött el a baleset következtében míg Philippe-nek a bal lába törött el de Viso nem sérült meg.

## Rajtfelállás
| Rajtsor | Belső ív | Belső ív          | Külső ív | Külső ív          |
| ------- | -------- | ----------------- | -------- | ----------------- |
| 1       | 10       | Dario Franchitti  | 6        | Ryan Briscoe      |
| 2       | 3        | Hélio Castroneves | 26       | Marco Andretti    |
| 3       | 27       | Hideki Mutoh      | 02       | Graham Rahal      |
| 4       | 11       | Tony Kanaan       | 25       | Franck Montagny   |
| 5       | 24       | Mike Conway       | 9        | Scott Dixon       |
| 6       | 7        | Danica Patrick    | 4        | Dan Wheldon       |
| 7       | 13       | E. J. Viso        | 5        | Mario Moraes      |
| 8       | 33       | Robert Doornbos   | 14       | Ryan Hunter-Reay  |
| 9       | 06       | Oriol Servià      | 2        | Raphael Matos     |
| 10      | 18       | Justin Wilson     | 98       | Richard Antinucci |
| 11      | 20       | Ed Carpenter      | 23       | Milka Duno        |

## Futam
| Pozíció | #  | Pilóta            | Csapat                     | Futott kör | Idő/Kiesés oka | Rajthely | Élen töltött körök száma | Pont |
| ------- | -- | ----------------- | -------------------------- | ---------- | -------------- | -------- | ------------------------ | ---- |
| 1.      | 10 | Dario Franchitti  | Chip Ganassi Racing        | 75         | 1:49:23.0073   | 1        | 75                       | 53   |
| 2.      | 6  | Ryan Briscoe      | Team Penske                | 75         | +0.2488        | 2        | 0                        | 40   |
| 3.      | 24 | Mike Conway       | Dreyer & Reinbold Racing   | 75         | +0.8293        | 9        | 0                        | 35   |
| 4.      | 5  | Mario Moraes      | KV Racing Technology       | 75         | +3.6171        | 14       | 0                        | 32   |
| 5.      | 27 | Hideki Mutoh      | Andretti Green Racing      | 75         | +5.4536        | 5        | 0                        | 30   |
| 6.      | 06 | Oriol Servià      | Newman/Haas/Lanigan Racing | 75         | +6.3801        | 17       | 0                        | 28   |
| 7.      | 18 | Justin Wilson     | Dale Coyne Racing          | 75         | +6.6997        | 22       | 0                        | 26   |
| 8.      | 11 | Tony Kanaan       | Andretti Green Racing      | 75         | +7.1808        | 7        | 0                        | 24   |
| 9.      | 2  | Raphael Matos     | Luczo-Dragon Racing        | 75         | +8.5936        | 18       | 0                        | 22   |
| 10.     | 33 | Robert Doornbos   | HVM Racing                 | 75         | +10.8175       | 15       | 0                        | 20   |
| 11.     | 20 | Ed Carpenter      | Vision Racing              | 75         | +11.3688       | 20       | 0                        | 19   |
| 12.     | 4  | Dan Wheldon       | Panther Racing             | 75         | +12.4000       | 12       | 0                        | 18   |
| 13.     | 9  | Scott Dixon       | Chip Ganassi Racing        | 75         | +13.8968       | 10       | 0                        | 17   |
| 14.     | 26 | Marco Andretti    | Andretti Green Racing      | 75         | +14.8971*      | 4        | 0                        | 16   |
| 15.     | 98 | Richard Antinucci | Team 3G                    | 75         | +19.0650       | 19       | 0                        | 15   |
| 16.     | 7  | Danica Patrick    | Andretti Green Racing      | 74         | +1 kör         | 11       | 0                        | 14   |
| 17.     | 23 | Milka Duno        | Dreyer & Reinbold Racing   | 71         | +4 kör         | 21       | 0                        | 13   |
| 18.     | 3  | Hélio Castroneves | Team Penske                | 66         | Baleset        | 3        | 0                        | 12   |
| 19.     | 14 | Ryan Hunter-Reay  | A. J. Foyt Enterprises     | 65         | Generátor      | 16       | 0                        | 12   |
| 20.     | 25 | Franck Montagny   | Andretti Green Racing      | 57         | Kezelhetőség   | 8        | 0                        | 12   |
| 21.     | 02 | Graham Rahal      | Newman/Haas/Lanigan Racing | 30         | Főtengely      | 6        | 0                        | 12   |
| 22.     | 13 | E. J. Viso        | HVM Racing                 | 0          | Baleset        | 13       | 0                        | 12   |
| 23.     | 12 | Will Power        | Team Penske                | 0          | Nem indult     | 23       | -                        | 6    |
| 24.     | 34 | Nelson Philippe   | Conquest Racing            | 0          | Nem indult     | 24       | -                        | 6    |

- Dario Franchitti úgy nyert, hogy az elejétől a végéig vezette a versenyt. Ilyenre utoljára a 2003-as Richmond-i futamon volt példa akkor Dixon nyert ilyen módon de akkor a futamot a 206. körben leintették eső miatt és nem futották le mind a 250 kört.
- * Marco Andretti eredetileg tizenegyedik lett de hátrasorolták tizennegyediknek mert Dixon-t kilökte az utolsó körben.

## Bajnokság állása a verseny után
Pilóták bajnoki állása
| Pozíció | Pilóta            | Pont |
| ------- | ----------------- | ---- |
| 1       | Ryan Briscoe      | 497  |
| 2       | Dario Franchitti  | 493  |
| 3       | Scott Dixon       | 477  |
| 4       | Hélio Castroneves | 371  |
| 5       | Danica Patrick    | 335  |